# Łuków (gmina wiejska)

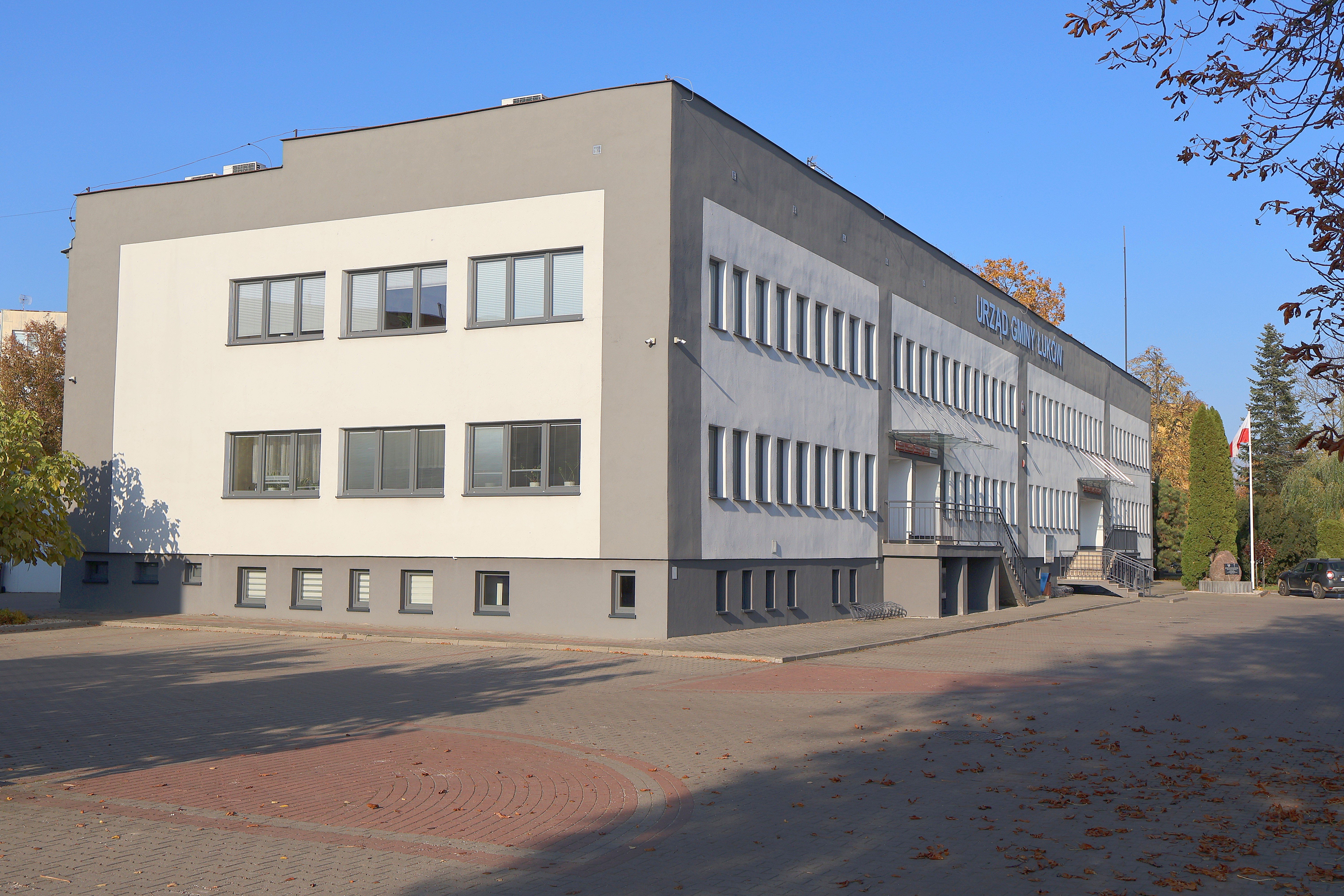
Budynek Urzędu Gminy Łuków

Łuków – gmina wiejska w województwie lubelskim, w powiecie łukowskim. W latach 1975–1998 gmina położona była w województwie siedleckim.
Siedziba władz gminy znajduje się w mieście Łuków.
Według danych z 30 września 2017 roku, gminę zamieszkiwało 18 041 osób. Natomiast według danych z 31 grudnia 2019 roku gminę zamieszkiwało 18 230 osób.

## Ochrona przyrody
Na obszarze gminy znajdują się następujące rezerwaty przyrody:
- rezerwat przyrody Jata – chroni zbiorowiska leśne o charakterze naturalnym z dużym udziałem jodły występującej na północno-wschodniej granicy swego zasięgu;
- rezerwat przyrody Topór – chroni las mieszany z udziałem jodły występującej na granicy jej zasięgu na Wyżynie Lubelskiej;
- rezerwat przyrody Las Wagramski – chroni stanowisko wawrzynka główkowatego;
- rezerwat przyrody Kra Jurajska – chroni unikatowe złoża iłów jurajskich z licznymi skamieniałościami, głównie amonitów.

## Struktura powierzchni
Według danych z roku 2002 gmina Łuków ma obszar 308,32 km², w tym:
- użytki rolne: 60%
- użytki leśne: 33%

Gmina stanowi 22,12% powierzchni powiatu.

## Demografia
Dane z 30 czerwca 2004:
| Opis                              | Ogółem | Ogółem | Kobiety | Kobiety | Mężczyźni | Mężczyźni |
| --------------------------------- | ------ | ------ | ------- | ------- | --------- | --------- |
| jednostka                         | osób   | %      | osób    | %       | osób      | %         |
| populacja                         | 16 343 | 100    | 8072    | 49,4    | 8271      | 50,6      |
| gęstość zaludnienia (mieszk./km²) | 53     | 53     | 26,2    | 26,2    | 26,8      | 26,8      |

- Piramida wieku mieszkańców gminy Łuków w 2014 roku[9]

Według danych z roku 2005 średni dochód na mieszkańca wynosił 1660,36 zł, tj. 102,4% średniej dla województwa i 90,8% średniej dla kraju.

## Miejscowości
| Miejscowości podstawowe oraz ich integralne części w administracji gminy Łuków - obszar wiejski                                                                                           | Miejscowości podstawowe oraz ich integralne części w administracji gminy Łuków - obszar wiejski | Miejscowości podstawowe oraz ich integralne części w administracji gminy Łuków - obszar wiejski | Miejscowości podstawowe oraz ich integralne części w administracji gminy Łuków - obszar wiejski | Miejscowości podstawowe oraz ich integralne części w administracji gminy Łuków - obszar wiejski | Miejscowości podstawowe oraz ich integralne części w administracji gminy Łuków - obszar wiejski |
| Identyfikator SIMC | Nazwa miejscowości                                                                              | Rodzaj miejscowości                                                                             | Miejscowość podstawowa                                                                          | Położenie geograficzne                                                                          | Nazwa historyczna                                                                               |
| --- | ----------------------------------------------------------------------------------------------- | ----------------------------------------------------------------------------------------------- | ----------------------------------------------------------------------------------------------- | ----------------------------------------------------------------------------------------------- | ----------------------------------------------------------------------------------------------- |
| 0679322 | Aleksandrów                                                                                     | wieś                                                                                            |                                                                                                 | 51°54′06″N 22°27′44″E/51,901667 22,462222                                                       |                                                                                                 |
| 0679345 | Biardy                                                                                          | wieś                                                                                            |                                                                                                 | 52°01′27″N 22°18′45″E/52,024167 22,312500                                                       |                                                                                                 |
| 0679351 | Czerśl                                                                                          | wieś                                                                                            |                                                                                                 | 51°53′44″N 22°17′15″E/51,895556 22,287500                                                       |                                                                                                 |
| 0679380 | Dąbie                                                                                           | wieś                                                                                            |                                                                                                 | 51°56′01″N 22°14′51″E/51,933611 22,247500                                                       |                                                                                                 |
| 0679397 | Dminin                                                                                          | wieś                                                                                            |                                                                                                 | 51°51′38″N 22°27′08″E/51,860556 22,452222                                                       |                                                                                                 |
| 0679411 | Gołaszyn                                                                                        | wieś                                                                                            |                                                                                                 | 51°57′54″N 22°21′28″E/51,965000 22,357778                                                       |                                                                                                 |
| 0679440 | Gołąbki                                                                                         | wieś                                                                                            |                                                                                                 | 51°52′32″N 22°25′15″E/51,875556 22,420833                                                       |                                                                                                 |
| 0679457 | Gręzówka                                                                                        | wieś                                                                                            |                                                                                                 | 51°59′39″N 22°17′48″E/51,994167 22,296667                                                       |                                                                                                 |
| 0679492 | Jadwisin                                                                                        | wieś                                                                                            |                                                                                                 | 51°51′59″N 22°24′07″E/51,866389 22,401944                                                       |                                                                                                 |
| 0679612 | Jeziory                                                                                         | wieś                                                                                            |                                                                                                 | 51°53′26″N 22°24′50″E/51,890556 22,413889                                                       |                                                                                                 |
| 0679635 | Klimki                                                                                          | wieś                                                                                            |                                                                                                 | 51°58′26″N 22°18′35″E/51,973889 22,309722                                                       |                                                                                                 |
| 0679658 | Kownatki                                                                                        | wieś                                                                                            |                                                                                                 | 51°54′37″N 22°32′01″E/51,910278 22,533611                                                       |                                                                                                 |
| 0679687 | Krynka                                                                                          | wieś                                                                                            |                                                                                                 | 52°00′05″N 22°24′15″E/52,001389 22,404167                                                       |                                                                                                 |
| 0679799 | Ławki                                                                                           | wieś                                                                                            |                                                                                                 | 51°57′52″N 22°20′12″E/51,964444 22,336667                                                       |                                                                                                 |
| 0679813 | Łazy                                                                                            | wieś                                                                                            |                                                                                                 | 51°55′01″N 22°25′13″E/51,916944 22,420278                                                       |                                                                                                 |
| 0679836 | Malcanów                                                                                        | wieś                                                                                            |                                                                                                 | 51°52′27″N 22°23′05″E/51,874167 22,384722                                                       |                                                                                                 |
| 0679842 | Role                                                                                            | wieś                                                                                            |                                                                                                 | 51°58′37″N 22°24′57″E/51,976944 22,415833                                                       |                                                                                                 |
| 0679871 | Ryżki                                                                                           | wieś                                                                                            |                                                                                                 | 51°54′04″N 22°19′16″E/51,901111 22,321111                                                       |                                                                                                 |
| 0679894 | Rzymy-Rzymki                                                                                    | wieś                                                                                            |                                                                                                 | 51°52′06″N 22°28′32″E/51,868333 22,475556                                                       |                                                                                                 |
| 0679925 | Sięciaszka Druga                                                                                | wieś                                                                                            |                                                                                                 | 51°54′42″N 22°17′48″E/51,911667 22,296667                                                       |                                                                                                 |
| 0679931 | Sięciaszka Pierwsza                                                                             | wieś                                                                                            |                                                                                                 | 51°55′38″N 22°18′08″E/51,927222 22,302222                                                       |                                                                                                 |
| 0679948 | Sięciaszka Trzecia                                                                              | wieś                                                                                            |                                                                                                 | 51°54′17″N 22°16′36″E/51,904722 22,276667                                                       |                                                                                                 |
| 0679954 | Strzyżew                                                                                        | wieś                                                                                            |                                                                                                 | 51°55′14″N 22°30′34″E/51,920556 22,509444                                                       |                                                                                                 |
| 0679977 | Suchocin                                                                                        | wieś                                                                                            |                                                                                                 | 51°53′16″N 22°30′04″E/51,887778 22,501111                                                       |                                                                                                 |
| 0680006 | Suleje                                                                                          | wieś                                                                                            |                                                                                                 | 51°57′44″N 22°26′02″E/51,962222 22,433889                                                       |                                                                                                 |
| 0680035 | Szczygły Dolne                                                                                  | wieś                                                                                            |                                                                                                 | 51°51′40″N 22°18′58″E/51,861111 22,316111                                                       |                                                                                                 |
| 0680041 | Szczygły Górne                                                                                  | wieś                                                                                            |                                                                                                 | 51°51′55″N 22°20′15″E/51,865278 22,337500                                                       |                                                                                                 |
| 0680058 | Świdry                                                                                          | wieś                                                                                            |                                                                                                 | 51°53′27″N 22°21′15″E/51,890833 22,354167                                                       |                                                                                                 |
| 0680153 | Turze Rogi                                                                                      | wieś                                                                                            |                                                                                                 | 51°55′09″N 22°28′09″E/51,919167 22,469167                                                       |                                                                                                 |
| 0680176 | Wólka Świątkowa                                                                                 | wieś                                                                                            |                                                                                                 | 51°58′01″N 22°23′24″E/51,966944 22,390000                                                       |                                                                                                 |
| 0680207 | Zalesie                                                                                         | wieś                                                                                            |                                                                                                 | 51°56′11″N 22°18′36″E/51,936389 22,310000                                                       |                                                                                                 |
| 0680242 | Zarzecz Łukowski                                                                                | wieś                                                                                            |                                                                                                 | 51°55′07″N 22°32′23″E/51,918611 22,539722                                                       |                                                                                                 |
| 0680265 | Żdżary                                                                                          | wieś                                                                                            |                                                                                                 | 51°56′53″N 22°12′39″E/51,948056 22,210833                                                       |                                                                                                 |
| 0679339 | Krężnica                                                                                        | kolonia wsi                                                                                     | Aleksandrów                                                                                     | 51°53′33″N 22°26′10″E/51,892500 22,436111                                                       |                                                                                                 |
| 0679902 | Łazy-Kolonia Trzecia                                                                            | kolonia wsi                                                                                     | Aleksandrów                                                                                     | 51°53′21″N 22°27′20″E/51,889167 22,455556                                                       |                                                                                                 |
| 1022370 | Podgłębinie                                                                                     | kolonia                                                                                         | Czerśl                                                                                          | 51°53′02″N 22°18′17″E/51,883889 22,304722                                                       |                                                                                                 |
| 0679368 | Czerśl-Kolonia                                                                                  | kolonia wsi                                                                                     | Czerśl                                                                                          | 51°53′45″N 22°16′53″E/51,895833 22,281389                                                       |                                                                                                 |
| 0679374 | Podgórze                                                                                        | kolonia wsi                                                                                     | Czerśl                                                                                          | 51°53′01″N 22°15′59″E/51,883611 22,266389                                                       |                                                                                                 |
| 0679405 | Blekicie                                                                                        | kolonia wsi                                                                                     | Dminin                                                                                          | 51°53′06″N 22°26′02″E/51,885000 22,433889                                                       |                                                                                                 |
| 1024681 | Dąbrówka                                                                                        | część wsi                                                                                       | Domaszewnica                                                                                    | 51°52′42″N 22°23′05″E/51,878333 22,384722                                                       |                                                                                                 |
| 0679428 | Pająki                                                                                          | część wsi                                                                                       | Gołaszyn                                                                                        | 51°57′29″N 22°21′08″E/51,958056 22,352222                                                       |                                                                                                 |
| 0679434 | Zagórze                                                                                         | kolonia wsi                                                                                     | Gołaszyn                                                                                        | 51°58′45″N 22°21′23″E/51,979167 22,356389                                                       |                                                                                                 |
| 0679463 | Nowa Gręzówka                                                                                   | część wsi                                                                                       | Gręzówka                                                                                        | 52°00′16″N 22°17′08″E/52,004444 22,285556                                                       |                                                                                                 |
| 0679486 | Gręzówka-Kolonia                                                                                | kolonia                                                                                         | Gręzówka-Kolonia                                                                                | 51°59′26″N 22°18′52″E/51,990556 22,314444                                                       |                                                                                                 |
| 0679517 | Dąbrówka                                                                                        | osada leśna                                                                                     | Jata                                                                                            | 51°58′34″N 22°16′12″E/51,976111 22,270000                                                       |                                                                                                 |
| 0679500 | Jata                                                                                            | osada leśna                                                                                     | Jata                                                                                            | 51°56′32″N 22°13′45″E/51,942222 22,229167                                                       |                                                                                                 |
| 0679523 | Jata Druga                                                                                      | osada leśna                                                                                     | Jata                                                                                            | 51°57′12″N 22°11′43″E/51,953333 22,195278                                                       |                                                                                                 |
| 1022357 | Jata Pierwsza                                                                                   | osada leśna                                                                                     | Jata                                                                                            | 51°57′22″N 22°13′27″E/51,956111 22,224167                                                       |                                                                                                 |
| 0679530 | Kantor                                                                                          | osada leśna                                                                                     | Jata                                                                                            | 52°00′46″N 22°13′08″E/52,012778 22,218889                                                       |                                                                                                 |
| 1022363 | Klimki                                                                                          | osada leśna                                                                                     | Jata                                                                                            | 51°58′36″N 22°17′28″E/51,976667 22,291111                                                       |                                                                                                 |
| 0679546 | Krzywobór                                                                                       | osada leśna                                                                                     | Jata                                                                                            | 51°58′41″N 22°16′20″E/51,978056 22,272222                                                       |                                                                                                 |
| 0679552 | Lasek                                                                                           | osada leśna                                                                                     | Jata                                                                                            | 51°58′32″N 22°16′11″E/51,975556 22,269722                                                       |                                                                                                 |
| 0679470 | Nowinki                                                                                         | osada leśna                                                                                     | Jata                                                                                            | 52°00′20″N 22°16′04″E/52,005556 22,267778                                                       |                                                                                                 |
| 0679569 | Podlipie                                                                                        | osada leśna                                                                                     | Jata                                                                                            | 51°56′36″N 22°13′51″E/51,943333 22,230833                                                       |                                                                                                 |
| 0679575 | Topór                                                                                           | osada leśna                                                                                     | Jata                                                                                            | 52°01′20″N 22°10′32″E/52,022222 22,175556                                                       |                                                                                                 |
| 0679581 | Widok                                                                                           | osada leśna                                                                                     | Jata                                                                                            | 51°59′40″N 22°16′27″E/51,994444 22,274167                                                       |                                                                                                 |
| 0679598 | Zimna Woda                                                                                      | osada leśna                                                                                     | Jata                                                                                            | 51°57′05″N 22°19′38″E/51,951389 22,327222                                                       |                                                                                                 |
| 0679606 | Żdżary                                                                                          | osada leśna                                                                                     | Jata                                                                                            | 51°57′11″N 22°11′43″E/51,953056 22,195278                                                       |                                                                                                 |
| 0679641 | Klimki Drugie                                                                                   | kolonia wsi                                                                                     | Klimki                                                                                          | 51°58′47″N 22°17′35″E/51,979722 22,293056                                                       |                                                                                                 |
| 0679664 | Kownatki                                                                                        | kolonia wsi                                                                                     | Kownatki                                                                                        | 51°54′00″N 22°31′07″E/51,900000 22,518611                                                       |                                                                                                 |
| 0679670 | Kownatki                                                                                        | osada leśna wsi                                                                                 | Kownatki                                                                                        | 51°53′49″N 22°30′59″E/51,896944 22,516389                                                       |                                                                                                 |
| 0679693 | Buńce                                                                                           | część wsi                                                                                       | Krynka                                                                                          | 52°00′22″N 22°23′49″E/52,006111 22,396944                                                       |                                                                                                 |
| 0679701 | Kolonie                                                                                         | część wsi                                                                                       | Krynka                                                                                          | 52°00′20″N 22°24′49″E/52,005556 22,413611                                                       |                                                                                                 |
| 0679718 | Przekory                                                                                        | część wsi                                                                                       | Krynka                                                                                          | 52°00′24″N 22°22′30″E/52,006667 22,375000                                                       |                                                                                                 |
| 0679724 | Stara Wieś                                                                                      | część wsi                                                                                       | Krynka                                                                                          | 51°59′56″N 22°24′33″E/51,998889 22,409167                                                       |                                                                                                 |
| 0679730 | Zadwórz                                                                                         | część wsi                                                                                       | Krynka                                                                                          | 51°59′31″N 22°25′07″E/51,991944 22,418611                                                       |                                                                                                 |
| 0679747 | Zagać                                                                                           | część wsi                                                                                       | Krynka                                                                                          | 52°00′23″N 22°23′11″E/52,006389 22,386389                                                       |                                                                                                 |
| 0679753 | Gaj                                                                                             | osada leśna wsi                                                                                 | Krynka                                                                                          | 52°00′04″N 22°25′19″E/52,001111 22,421944                                                       |                                                                                                 |
| 0679776 | Kryńszczak                                                                                      | osada leśna wsi                                                                                 | Krynka                                                                                          | 51°59′46″N 22°19′59″E/51,996111 22,333056                                                       |                                                                                                 |
| 0679782 | Smolarz                                                                                         | osada leśna wsi                                                                                 | Krynka                                                                                          | 51°59′45″N 22°19′50″E/51,995833 22,330556                                                       |                                                                                                 |
| 0679760 | Kryńszczak                                                                                      | osada wsi                                                                                       | Krynka                                                                                          | 51°59′22″N 22°21′52″E/51,989444 22,364444                                                       |                                                                                                 |
| 0679807 | Kazimierzów                                                                                     | część wsi                                                                                       | Ławki                                                                                           | 51°58′11″N 22°19′34″E/51,969722 22,326111                                                       |                                                                                                 |
| 0679820 | Łazy-Kolonia Druga                                                                              | część wsi                                                                                       | Łazy                                                                                            | 51°54′43″N 22°26′35″E/51,911944 22,443056                                                       |                                                                                                 |
| 0679629 | Podgaj                                                                                          | wieś                                                                                            | Łazy                                                                                            | 51°54′26″N 22°24′36″E/51,907222 22,410000                                                       |                                                                                                 |
| 0679859 | Borki                                                                                           | kolonia wsi                                                                                     | Role                                                                                            | 51°59′17″N 22°25′59″E/51,988056 22,433056                                                       |                                                                                                 |
| 0679865 | Role                                                                                            | kolonia wsi                                                                                     | Role                                                                                            | 51°58′30″N 22°25′02″E/51,975000 22,417222                                                       |                                                                                                 |
| 0679888 | Ryżki-Parcele                                                                                   | część wsi                                                                                       | Ryżki                                                                                           | 51°53′42″N 22°18′23″E/51,895000 22,306389                                                       |                                                                                                 |
| 0679919 | Rzymy-Las                                                                                       | wieś                                                                                            | Rzymy-Rzymki                                                                                    | 51°52′49″N 22°27′44″E/51,880278 22,462222                                                       |                                                                                                 |
| 0679960 | Wagram                                                                                          | wieś                                                                                            | Strzyżew                                                                                        | 51°54′31″N 22°30′08″E/51,908611 22,502222                                                       |                                                                                                 |
| 0679983 | Hanna                                                                                           | część wsi                                                                                       | Suchocin                                                                                        | 51°53′34″N 22°29′23″E/51,892778 22,489722                                                       |                                                                                                 |
| 0679990 | Ostrówek                                                                                        | część wsi                                                                                       | Suchocin                                                                                        | 51°53′20″N 22°29′46″E/51,888889 22,496111                                                       |                                                                                                 |
| 0680012 | Karwacz                                                                                         | wieś                                                                                            | Suleje                                                                                          | 51°56′46″N 22°25′37″E/51,946111 22,426944                                                       |                                                                                                 |
| 0680029 | Zabrodzie                                                                                       | wieś                                                                                            | Suleje                                                                                          | 51°57′29″N 22°26′07″E/51,958056 22,435278                                                       |                                                                                                 |
| 0680064 | Dąbrówka                                                                                        | część wsi                                                                                       | Świdry                                                                                          | 51°53′19″N 22°22′48″E/51,888611 22,380000                                                       |                                                                                                 |
| 0680070 | Dwór                                                                                            | część wsi                                                                                       | Świdry                                                                                          | 51°53′19″N 22°21′05″E/51,888611 22,351389                                                       |                                                                                                 |
| 0680087 | Jałowce                                                                                         | część wsi                                                                                       | Świdry                                                                                          | 51°53′55″N 22°21′36″E/51,898611 22,360000                                                       |                                                                                                 |
| 0680093 | Kamionka                                                                                        | część wsi                                                                                       | Świdry                                                                                          | 51°52′49″N 22°21′50″E/51,880278 22,363889                                                       |                                                                                                 |
| 0680101 | Namięty                                                                                         | część wsi                                                                                       | Świdry                                                                                          | 51°53′19″N 22°21′20″E/51,888611 22,355556                                                       |                                                                                                 |
| 0680118 | Pieńki                                                                                          | część wsi                                                                                       | Świdry                                                                                          | 51°53′05″N 22°23′15″E/51,884722 22,387500                                                       |                                                                                                 |
| 0680124 | Pod Dębiną                                                                                      | część wsi                                                                                       | Świdry                                                                                          | 51°53′00″N 22°22′25″E/51,883333 22,373611                                                       | Zagajki do 1983                                                                                 |
| 0680130 | Pod Wycinką                                                                                     | część wsi                                                                                       | Świdry                                                                                          | 51°52′45″N 22°22′06″E/51,879167 22,368333                                                       | Świdry-Kolonia do 1983                                                                          |
| 0680147 | Podświderki                                                                                     | część wsi                                                                                       | Świdry                                                                                          | 51°51′55″N 22°21′11″E/51,865278 22,353056                                                       |                                                                                                 |
| 0680160 | Turze Rogi                                                                                      | kolonia wsi                                                                                     | Turze Rogi                                                                                      | 51°55′30″N 22°26′30″E/51,925000 22,441667                                                       |                                                                                                 |
| 0680182 | Za Koleją                                                                                       | kolonia wsi                                                                                     | Wólka Świątkowa                                                                                 | 51°58′59″N 22°22′06″E/51,983056 22,368333                                                       |                                                                                                 |
| 0680199 | Zagórna                                                                                         | kolonia wsi                                                                                     | Wólka Świątkowa                                                                                 | 51°58′49″N 22°23′19″E/51,980278 22,388611                                                       |                                                                                                 |
| 0680213 | Poręby                                                                                          | część wsi                                                                                       | Zalesie                                                                                         | 51°55′54″N 22°19′18″E/51,931667 22,321667                                                       |                                                                                                 |
| 0680220 | Warkocz                                                                                         | część wsi                                                                                       | Zalesie                                                                                         | 51°56′34″N 22°17′44″E/51,942778 22,295556                                                       |                                                                                                 |
| 0680236 | Wycinka                                                                                         | część wsi                                                                                       | Zalesie                                                                                         | 51°55′44″N 22°20′02″E/51,928889 22,333889                                                       |                                                                                                 |
| 0680259 | Zarzecz-Kolonia                                                                                 | część wsi                                                                                       | Zarzecz Łukowski                                                                                | 51°54′19″N 22°33′27″E/51,905278 22,557500                                                       |                                                                                                 |
| Źródła: Wykaz urzędowych nazw miejscowości i ich części (xls),Dz.U. z 2013 r. poz. 200 oraz Dz.U. z 2015 r. poz. 1636, Zbiory danych państwowego rejestru nazw geograficznych -2025-03-21 |                                                                                                 |                                                                                                 |                                                                                                 |                                                                                                 |                                                                                                 |

## Sołectwa
Aleksandrów, Biardy, Czerśl, Dąbie, Dminin, Gołaszyn, Gołąbki, Gręzówka, Jadwisin, Jeziory, Karwacz, Klimki, Kownatki, Krynka, Ławki, Łazy, Malcanów, Podgaj, Role, Ryżki, Rzymy-Las, Rzymy-Rzymki, Sięciaszka Druga, Sięciaszka Pierwsza, Strzyżew, Suchocin, Suleje, Szczygły Dolne, Szczygły Górne, Świdry, Turze Rogi, Wagram, Wólka Świątkowa, Zalesie, Zarzecz Łukowski, Żdżary
Wsiami bez statusu sołectwa są Sięciaszka Trzecia i Zabrodzie.

## Sąsiednie gminy
Domanice, Kąkolewnica, Łuków (miasto), Stanin, Stoczek Łukowski, Trzebieszów, Ulan-Majorat, Wiśniew, Wojcieszków, Zbuczyn